# Ruta 602 (Costa Rica)
La Ruta 602, oficialmente Ruta Nacional Terciaria 602, es una ruta nacional de Costa Rica ubicada en las provincias de Guanacaste y Puntarenas.

## Descripción
En la provincia de Guanacaste, la ruta atraviesa el cantón de Abangares (el distrito de Las Juntas).
En la provincia de Puntarenas, la ruta atraviesa el cantón de Puntarenas (el distrito de Manzanillo).